# Mite (Einheit)
Mite war ein englisches Gold- und Silbergewicht.
- 20 Mites = 1 Grän/Grain
- 1 Mite = 24 Doites mit je 24 Perits zu je 24 Blanks[1]
- 9600 Mites = 1 Ounce
- 1 Pfund (engl.) = 12 Ounces = 240 Pennyweight = 5760 Grains = 115.200 Mites[1]